# Андрей Ростоцки
Андрѐй Станисла̀вович Росто̀цки (на руски: Андрей Станиславович Ростоцкий) е руски актьор и режисьор.
Роден е на 25 януари 1957 година в Москва в семейството на режисьора Станислав Ростоцки и актрисата Нина Меншикова. През 1978 година завършва Всесъюзния държавен институт по кинематография. Още като студент се снима в няколко филма, като „Те се сражаваха за Родината“ (Они сражались за Родину, 1975). Широка известност получава с главната роля в „Непобедимият“ (Непобедимый, 1983), екшън по мотиви от живота на създателя на самбото Анатолий Харлампиев. През следващите години започва и да режисира.
Андрей Ростоцки умира на 5 май 2002 година в Сочи при падане от скала край града.